# Gestion événementielle durable
La gestion événementielle durable (également connue sous la dénomination anglaise d'event greening) est une gestion événementielle prenant en considération les enjeux environnementaux, économiques et sociaux.
La durabilité dans la gestion d’événements intègre une prise de décision socialement et écologiquement responsable dans la planification, l’organisation, la mise en œuvre et la participation à un événement. Cela implique d’inclure les principes et pratiques de développement durable à tous les niveaux de l’organisation d’un événement et vise à garantir qu’un événement est organisé de manière responsable. Cette démarche doit commencer dès le début du projet et implique tous les acteurs clés, tels que les clients, les organisateurs, les lieux, les sous-traitants et les fournisseurs.

## Contrôle et évaluation
Lors d'événements de grande envergure, il est préférable de garantir une organisation conforme aux normes internationales, telles que la Global Reporting Initiative (GRI).  
La Deutsche Gesellschaft für Internationale Zusammenarbeit allemande donne une liste des domaines d'activité qui doivent être organisés et surveillés :
- Gestion des invités
- Écomobilité
- Lieux événementiels et hébergement
- Achats durables
- Restauration
- Consommation d’énergie et climat
- Gestion des déchets

## Normes pour les événements durables
L'ISO 202121 est l’une des normes internationales pour la gestion durable d’événements. Ces normes aident les organisateurs à mieux prendre en compte l'impact environnemental, social et économique des événements. L'ISO 202121 vise à limiter l'empreinte carbone des événements en réduisant la production de déchets, en promouvant les économies d'énergie, en encourageant les transports en commun et en utilisant des matériaux et des produits durables. Les lignes directrices ISO 20121 sont bénéfiques pour les organisateurs d'événements car elles leur permettent d'accroître la durabilité, de réduire les coûts, d'améliorer leur crédibilité et leur réputation et d'impliquer les parties prenantes.